# Antoni Szylling
Antoni Szylling (né le 31 août 1884 dans l'Empire russe à Płoniawy auj. Pologne - mort le 17 juin 1971 à Montréal) est un général de division polonais.

## Biographie

### Jeunesse
Il est le fils d'Aleksander et d'Aleksandra Ryks. En 1904 il termine une école de commerce de 7 ans et obtient son baccalauréat. Il est un membre actif du Parti socialiste polonais. Dans ses appartements, d'autres militants indépendantistes trouvent refuge, il y dissimule également les tracts clandestins. Plusieurs fois arrêté et emprisonné à la citadelle de Varsovie, déchu du droit d'étudier, il est incorporé dans l'armée russe. Dans les années 1909-1912 il termine un cours à l'École supérieure agricole à Varsovie à l'issue duquel il trouve un emploi en tant qu'ingénieur agronome.

### Première Guerre mondiale
Le 1er août 1914 il est mobilisé dans l'armée impériale russe dans laquelle il atteint le grade de capitaine en second (штабс-капитан).
Le 20 octobre 1917 il entre dans le 2e Corps polonais. En 1918 il est promu commandant. Après la bataille de Kaniów il est fait prisonnier par les Allemands.

### Au service de la Pologne
En janvier 1919 il est admis dans l'armée polonaise. Pendant la guerre soviéto-polonaise il commande le 44e régiment d'infanterie. Le 1er mars 1922 il est mis en réserve à sa demande. La même année, il est promu colonel tout en étant réserviste. Il travaille dans son exploitation près de Grodno.
Le 25 décembre 1925 il est appelé à servir dans les forces armées et affecté à la 28e division d'infanterie. En décembre de l'année suivante il est transféré à la 28e DI. Du 3 janvier au 24 juin 1927 il suit un cours à l'École supérieure de guerre à Varsovie. Le 2 mai 1928 il est nommé commandant de la 8e DI à la forteresse de Modlin et le 1er janvier 1929 il est élevé au rang de général de brigade.
Le 25 mai 1937 il se voit affecté à l'inspectorat général des forces armées, le 23 mars de l'année suivante, il prend le commandement de l'Armia Kraków.
Pendant la campagne de Pologne il défend la région industrielle de Haute-Silésie. Le 2 septembre, à la suite de l'attaque de blindés allemands, il doit se replier. Encerclé plusieurs fois, il parvient à s'en sortir et gagne les environs de Lublin. Bon tacticien il préfère épargner les soldats afin de les utiliser lors d'une meilleure situation. Le 19 septembre 1939 il arrive à Tomaszów Lubelski et rejoint l'armée Lublin du général Piskor et participe à sa dernière bataille. Le 20 septembre il est fait prisonnier et envoyé à l'Oflag VII-A Murnau.

### En exil
Libéré le 30 avril 1945, il part pour la France, puis il déménage en Grande-Bretagne avant de s'installer définitivement au Canada. Un an après la guerre il est promu général de division.
Le général Antoni Szylling s'éteint le 17 juin 1971 à Montréal. Il est enterré au cimetière de Saint-Sauveur-des-Monts.

## Promotions militaires
| adjudant            | 1907 (Empire de Russie)    |
| sous-lieutenant     | (Empire de Russie)         |
| lieutenant          | (Empire de Russie)         |
| capitaine en second | (Empire de Russie)         |
| capitaine           | 1917 (Pologne)             |
| commandant          | 15 avril 1918 (Pologne)    |
| lieutenant-colonel  | 1920 (Pologne)             |
| colonel             | 1922 (Pologne)             |
| général de brigade  | 1er janvier 1929 (Pologne) |
| général de division | 1er janvier 1946 (Pologne) |

## Décorations
- Croix d'or de l'Ordre militaire de Virtuti Militari (à titre posthume)
- Croix d'argent de l'Ordre militaire de Virtuti Militari (1921)[3]
- Croix de Commandeur de l'Ordre Polonia Restituta
- Croix d'Officier de l'Ordre Polonia Restituta (1928)[4]
- Croix de la Valeur (Krzyż Walecznych) - 3 fois
- Croix d'or mérite (Złoty Krzyż Zasługi)
- Commandeur de la Légion d'honneur[5]
- Chevalier de la Légion d'honneur[6]
- Médaille interalliée 1914-1918[7]